# Jamnagar (district)
Jamnagar is een district van de Indiase staat Gujarat. De hoofdplaats van het district is de gelijknamige stad Jamnagar. Uit het district komen verschillende grote bedrijven zoals het congolomeraten Reliance en Essar. In Jamnagar zijn vele attracties waaronder een nationaal park en een toevluchtsoord voor vogels (Khijadiya Bird Sanctuary). 

## Divisies
Het district is opgedeeld in de volgende divisies: Jam Jodhpur, Jodiya, Dhrol, Jamnagar, Lalpur en Kalavad Taluka. 

## Demografie
Volgens een volkstelling in 2011 had het district een inwonertal van 2.159.130, ongeveer gelijk aan het aantal inwoners in Namibië. Daarmee staat het district op plaats 212 van districten in India met de meeste inwoners. De bevolkingsdichtheid is 153 inwoners/km2. In de periode 2001-2011 groeide de bevolking van het district met 13,38%. De geslachtsverhouding is 938 vrouwen tegenover 100 mannen. 74,4% van de bevolking kan lezen en schrijven.
Ahmedabad · Amreli · Anand · Aravalli · Banaskantha · Bharuch · Bhavnagar · Botad · Chhota Udaipur · Dahod · Dang · Devbhoomi Dwarka · Gandhinagar · Gir Somnath · Jamnagar · Junagadh · Kheda · Kutch · Mahisagar · Mehsana · Morbi · Narmada · Navsari · Panchmahal · Patan · Porbandar · Rajkot · Sabarkantha · Surat · Surendranagar · Tapi · Vadodara · Valsad